# Ambre gris

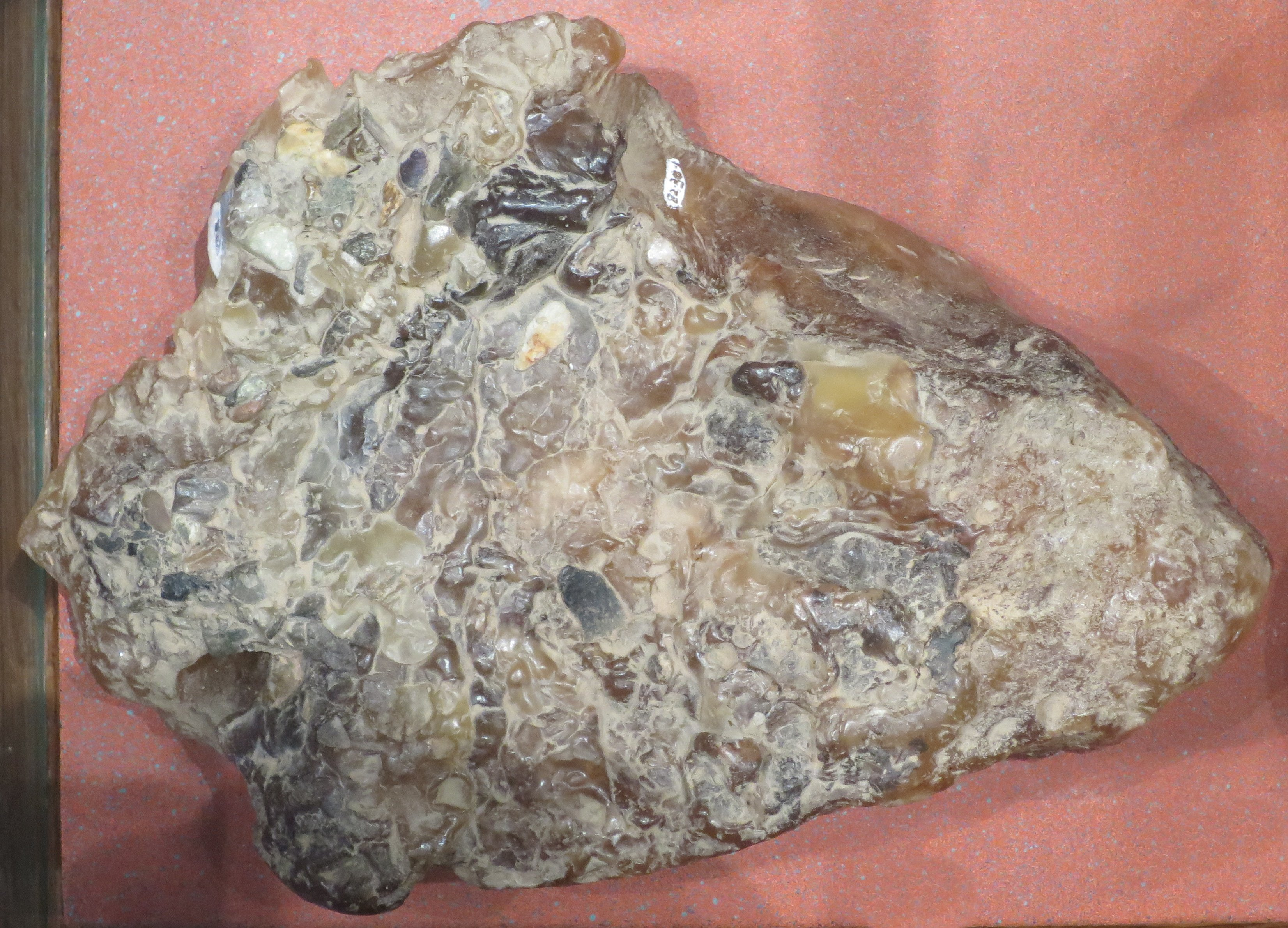
Ambre gris

L'ambre gris (llatí: ambra grisea: llatí: ambra grisea, francès antic: ambre gris) és un sòlid cerós i inflamable d'un color gris apagat o fosc produït al sistema digestiu dels catxalots. L'ambre gris fresc té una olor marina i fecal. Tanmateix, adquireix una fragància dolça i terrosa en envellir, generalment associada l'alcohol isopropílic sense l'astringència química vaporosa.
Tradicionalment, l'ambre gris havia estat molt valorat pels perfumistes com un fixador que proporcionava major durabilitat a la fragància, però ha estat reemplaçat per l'ambroxan sintètic. Se sap que els gossos són atrets per l'olor de l'ambre gris i és per això que de vegades són utilitzats per a cercar-ne.

## Formació
L'ambre gris es forma a partir d'una secreció del conducte biliar als intestins del catxalot i es pot trobar flotant al mar o arrossegat a la costa. A vegades també es troba als abdòmens de catxalots morts. Com que s'han trobat becs de calamars gegants dins de trossos d'ambre gris, els científics han teoritzat que la substància és produïda pel tracte gastrointestinal del cetaci per tal d'alleujar el passatge d'objectes durs i punxeguts que pugui haver ingerit. Normalment el catxalot els vomita, però si un d'ells arriba a l'intestí, serà cobert en ambre gris.
L'ambre gris normalment s'excreta per via fecal. S'especula que una massa d'ambre gris massa gran per poder passar a través dels intestins s'expulsarà per la boca, donant lloc a la creença que l'ambre gris s'obté primordialment del vòmit de la balena. La formació de l'ambre gris dura anys. Christopher Kemp, autor d'Or flotant: Una història natural (i antinatural) de l'ambre gris, diu que només el produeixen els catxalots, i tan sols un 1% d'aquests, segons càlculs. L'ambre gris és rar; una vegada que és expulsat per una balena, sovint flota durant anys abans d'arribar a terra. La probabilitat tan baixa de trobar ambre gris, juntament amb l'ambigüitat legal, va comportar que els fabricants de perfum en prescindissin i que els químics fessin recerca per trobar-ne alternatives viables.
L'ambre gris es troba principalment a l'Oceà Atlàntic i a les costes de Sud-àfrica, Brasil, Madagascar, les Índies Orientals, les Maldives, Xina, Japó, India, Austràlia, Nova Zelanda, i les Moluques. La major part de l'ambre gris comercial prové de les Bahames a l'Oceà Atlàntic, particularment Nova Providència. També s'ha trobat ambre gris fossilitzat d'1,75 milions d'anys.
Una peça d'1,1 quilograms d'ambre gris, trobada en una platja a Anglesey, Gal·les, es va vendre a un comprador francès per 11,000 £ en una subhasta a Macclesfield, Anglaterra, el 25 de setembre de 2015.

## Propietats físiques
L'ambre gris es troba en fragments de diverses formes i mides, normalment amb pesos que van dels15 g als 50 kg o fins i tot més. Quan inicialment és expulsat per la balena, el precursor gras de l'ambre gris és blanc pàl·lid en color (de vegades ratllat amb negre), tou i amb una forta olor fecal. Els següents mesos i anys de fotodegradació i oxidació a l'oceà, aquest precursor gradualment s'endureix, desenvolupant un color gris fosc o negre, una textura cruixent i cerosa i una olor peculiar que és alhora dolça, terrosa, marina i animàlica. La seva olor ha estat generalment descrit com una versió més rica i suau de l'isopropanol sense la seva aspror. En aquesta condició desenvolupada, l'ambre gris té una gravetat específica que varia de 0,780 a 0,926. Fon al voltant de 62 °C donant lloc a un líquid gras groc i resinós; i a 100 °C és volatilitzat a un vapor blanc. És soluble ens èter i en olis volàtils i no volàtils.

## Propietats químiques
L'ambre gris és poc reactiu als àcids. Es poden separar cristalls d'un terpè conegut com a ambreïna escalfant ambre gris cru en alcohol i posteriorment deixant refredar la solució. La ruptura per oxidació de l'ambreïna produeix ambroxan i ambrinol, els components olfactius principals de l'ambre gris.

Ambreïna
Ambroxan
Ambrinol

L'ambroxan es produeix de forma sintètica i s'utilitza extensament en la indústria de perfum.

## Aplicacions
L'ambre gris ha estat majoritàriament conegut pel seu ús en creacions de perfums i fragàncies molt similar al mesc. Encara es poden trobar perfums amb ambre gris arreu del món. Es recull de les restes trobades a la mar i en platges, tot i que el seu precursor del catxalot, que és una espècie vulnerable.
Els antics egipcis cremaven ambre gris com a encens, mentre que a l'Egipte modern l'ambre gris s'utilitza per aromatitzar cigarretes. Durant la pesta negra a Europa, es creia que portant una bola d'ambre gris podria ajudar impedir-los d'aconseguir la pesta. Això era perquè la fragància cobria l'olor de l'aire, que es creia que era la causa de la pesta.
Aquesta substància també ha estat utilitzada històricament com a saboritzant alimentari i és considerat un afrodisíac en algunes cultures. Durant l'edat mitjana, els europeus van utilitzar ambre gris com a medicament per mals de cap, freds, epilèpsia, i altres malalties.

## En cultura popular

### Història
Es diu que el plat preferit del rei Carles II d'Anglaterra consistia en una ració d'ous i ambre gris.
Ibn Battuta afirma, "vaig enviar juntament amb ells totes les coses que vaig valorar i les gemmes i ambre gris..."